# Plotheia albistriga
Plotheia albistriga är en fjärilsart som beskrevs av Embrik Strand 1917. Plotheia albistriga ingår i släktet Plotheia och familjen trågspinnare. Inga underarter finns listade i Catalogue of Life.